# Апухтін Герман Миколайович
Герман Миколайович Апухтін (рос. Герман Николаевич Апухтин; нар. 12 червня 1936, Москва) — колишній радянський футболіст, нападник.
Насамперед відомий виступами за клуб ЦСКА (Москва), з яким двічі був бронзовим призером чемпіонату СРСР, а також національну збірну СРСР, разом з якою став чемпіоном Європи.

## Клубна кар'єра
Народився 12 червня 1936 року в місті Москва. Вихованець футбольної школи клубу «Локомотив» (Москва).
Дорослу футбольну кар'єру розпочав 1955 року в основній команді того ж клубу, в якій провів два сезони, взявши участь у 17 матчах чемпіонату.
Своєю грою за цю команду привернув увагу представників тренерського штабу клубу ЦСКА (Москва), до складу якого приєднався 1957 року. Відіграв за московських армійців наступні сім років своєї ігрової кар'єри. Більшість часу, проведеного у складі московського ЦСКА, був основним гравцем атакувальної ланки команди.
З 1965 року грав у складі армійських команд Новосибірська та Одеси.
Завершив професійну ігрову кар'єру у нижчоліговому клубі «Металург» (Липецьк), за який виступав протягом 1967–1968 років.

## Виступи за збірну
1 червня 1957 року дебютував в офіційних матчах у складі національної збірної СРСР в товариській грі проти збірної Румунії, який завершився з рахунком 1-1.
У складі збірної був учасником чемпіонату світу 1958 року у Швеції та чемпіонату Європи 1960 року у Франції, здобувши того року титул континентального чемпіона.
Протягом кар'єри у національній команді, яка тривала 5 років, провів у формі головної команди країни лише 5 матчів.

## Титули і досягнення
- Чемпіон Європи (1):

СРСР: 1960